# Pastel

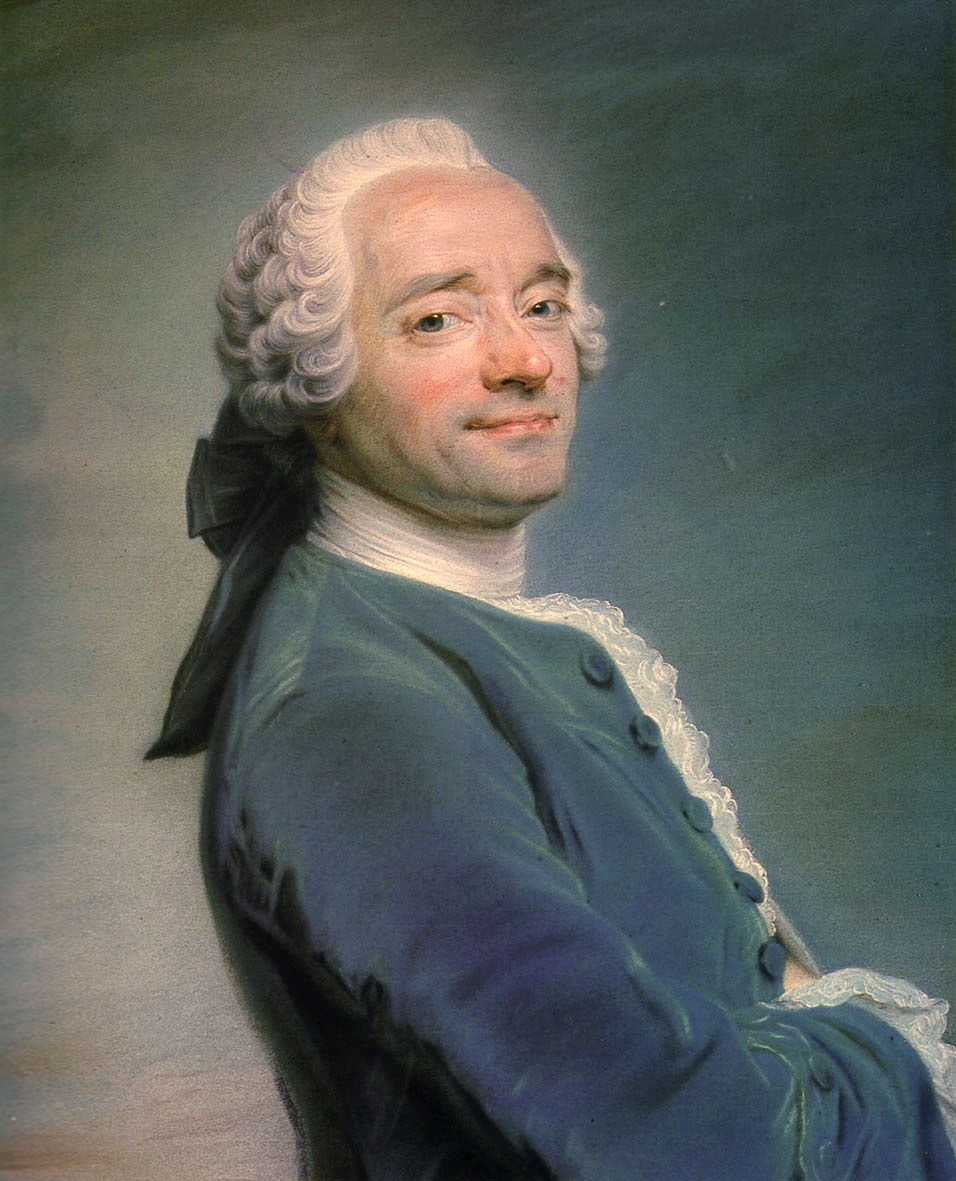
Maurice Quentin de La Tour, Autoportret, ok. 1750, kolekcja prywatna

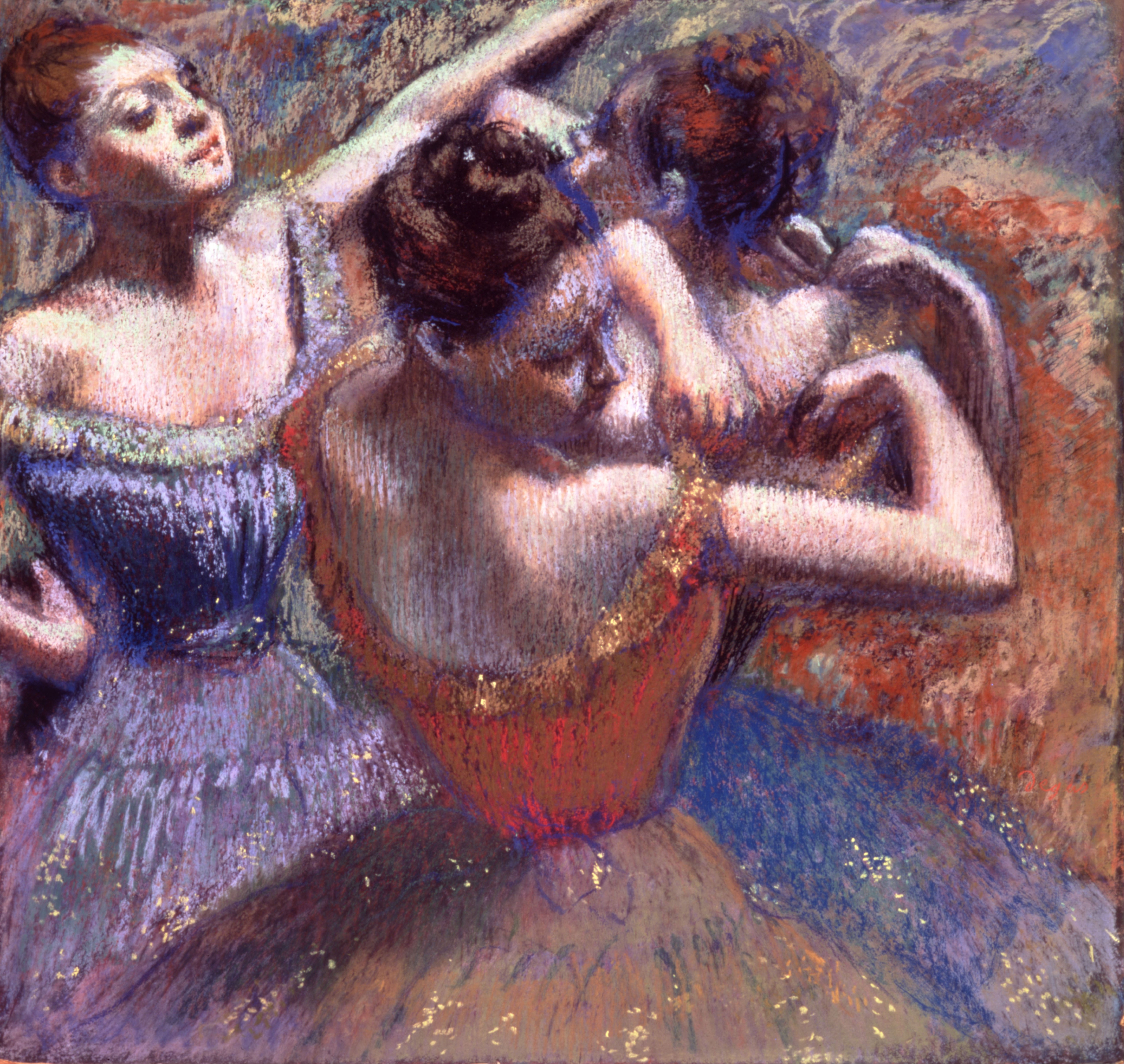
Edgar Degas, Tancerki, 1899, Toledo Museum of Art

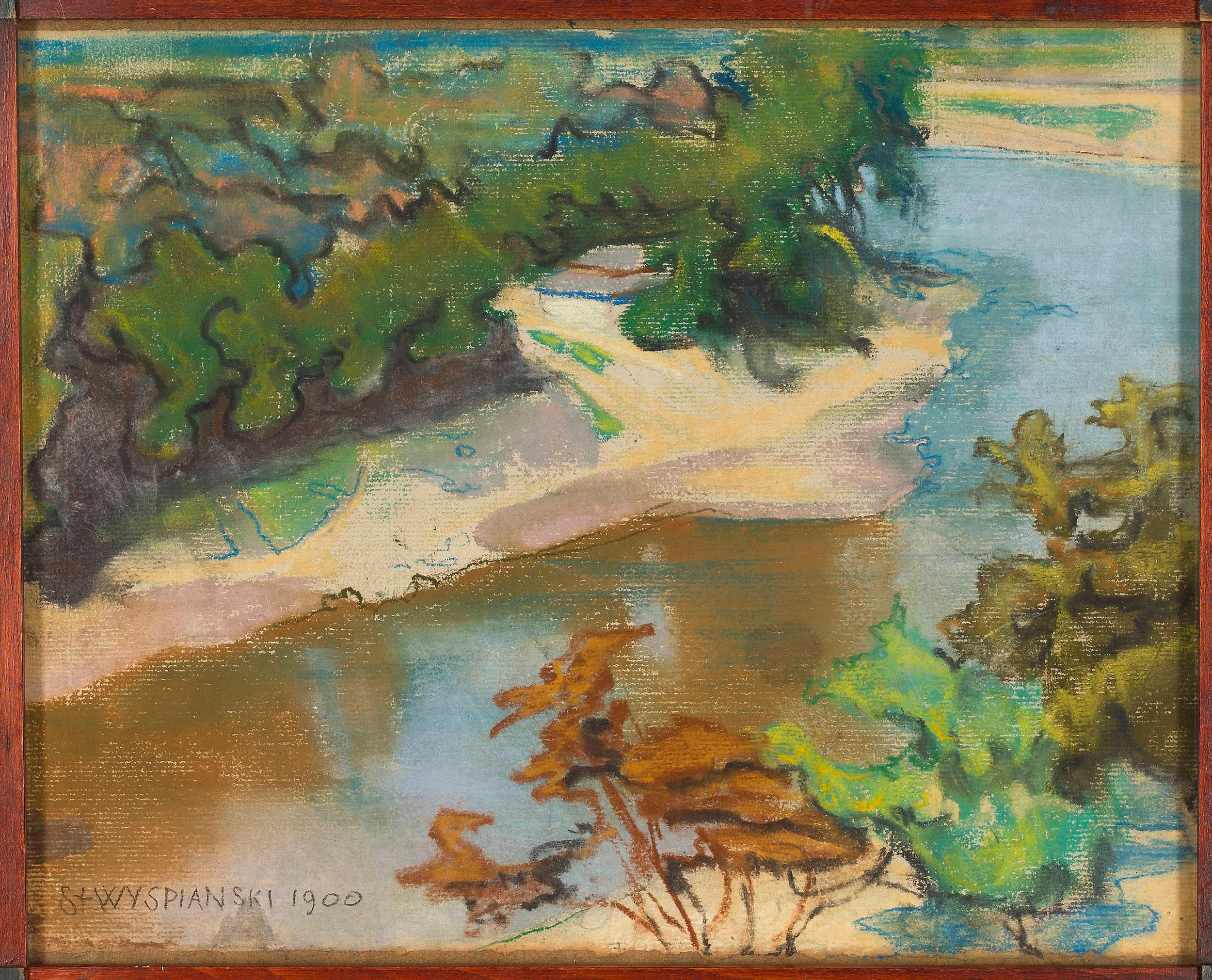
Stanisław Wyspiański, Pejzaż z rzeką, 1900, Muzeum Narodowe w Warszawie

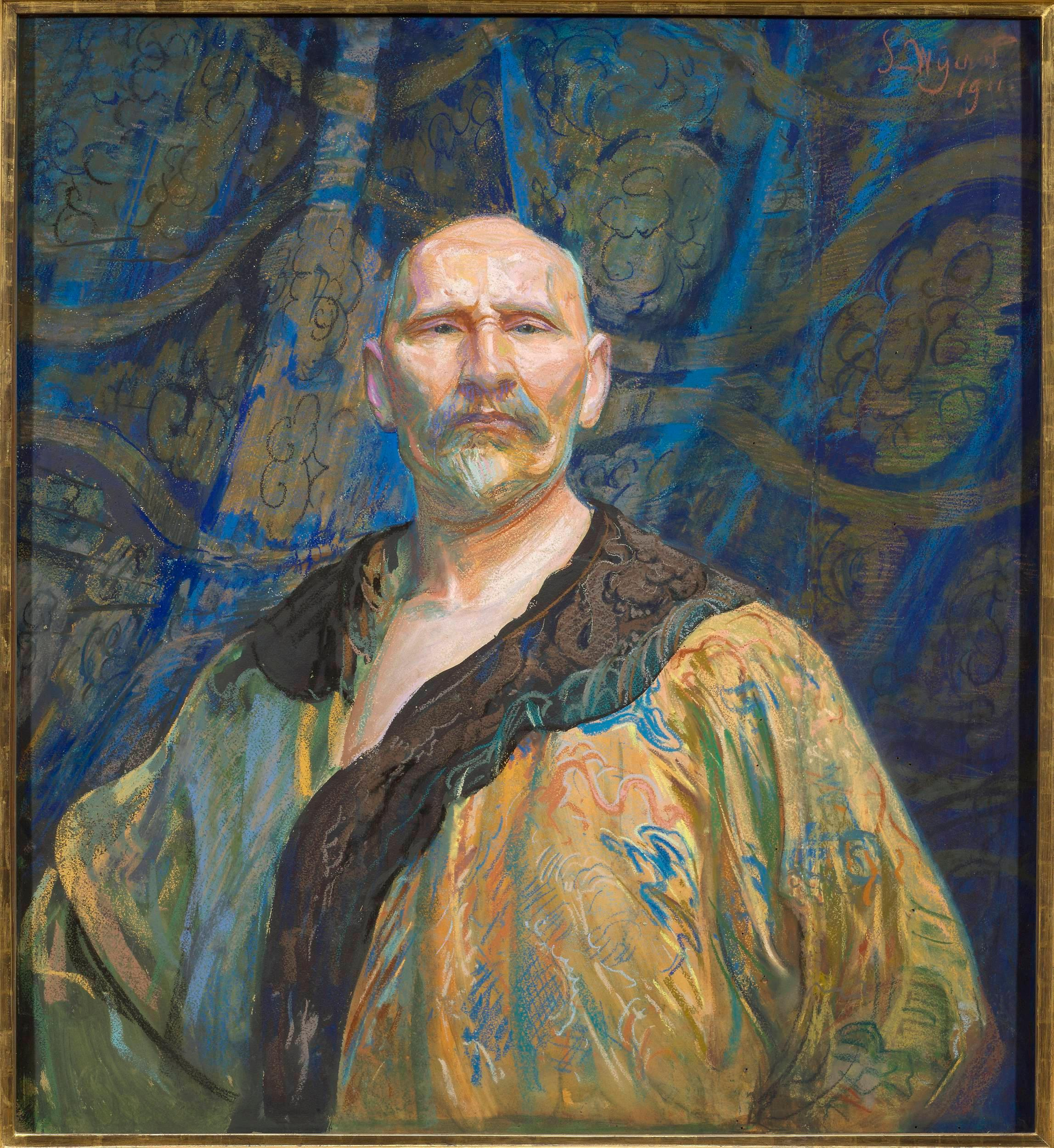
Leon Wyczółkowski, Autoportret w chińskim kaftanie, 1911, Muzeum Narodowe w Warszawie

Pastel – technika malarska i rysunkowa oraz środek rysunkowy i malarski w formie kolorowego sztyftu, służący do nanoszenia kolorowych pigmentów na podłoże. Mianem pastelu określa się także kompozycję malarską wykonaną tą techniką.
Nazwa pastel pochodzi z języka włoskiego (pastello, od pasta – ciasto).
Technika pastelu zaczęła być stosowana w malarstwie europejskim w końcu XV wieku, a rozwinęła się w XVII, by w wieku XVIII zyskać szczyt popularności, szczególnie wśród portrecistów. Ponowne duże zainteresowanie tą techniką malarską datuje się na koniec XIX i początki XX wieku.

## Technika
Technika pastelowa zazwyczaj bywa określana jako łącząca walory rysunkowe i malarskie. W XVII wieku dyskutowano nad pozycją pastelu pośród innych technik artystycznych, wskazując również na jego powinowactwa z malarstwem miniaturowym czy grafiką.
Jako podobrazie dla kompozycji pastelowych najczęściej wykorzystuje się powierzchnie szorstkie. W historii tej techniki stosowano m.in. papier, płótno, a nawet karton czy pergamin. Pastel jest wcierany w odpowiednie podłoże malarskie, jednak nie wnika w nie i zostaje na powierzchni. Dlatego dzieło wykonane w tej technice jest bardzo podatne na wszelkie uszkodzenia mechaniczne, a farby pastelowe łatwo osypują się z większości typów podobrazia. Delikatność i wrażliwość tej techniki stwarza liczne problemy, zwłaszcza w związku z przechowywaniem dzieł pastelowych w kolekcjach.
Do utrwalania pasteli stosuje się różnego rodzaju fiksatywy, które zmieniają jednak nasilenie barw. Kolory zaś są wskazywane jako zasadniczy walor tej techniki malarskiej: są świetliste, miękkie i łagodne (stąd określenie „barwy pastelowe”). Choć warsztat pracy przypomina technikę rysunkową, efekty osiągane za jej pomocą mają zasadniczo charakter malarski. Ponadto pastele, jakkolwiek wrażliwe mechanicznie, są odporne na działanie czasu, a dzieła nimi wykonane zachowują swoje walory kolorystyczne i nasilenie barwne przez bardzo długi czas.

## Farby pastelowe
Farby pastelowe składają się z nadającego kolor pigmentu, kredy, gipsu i niewielkiej ilości spoiwa, którym najczęściej jest guma tragakantowa Mieszaninę formuje się w cienkie wałeczki, a następnie pozostawia do wyschnięcia. Przed wyschnięciem pastele mają konsystencją ciasta, stąd nazwa (z wł. pastello, od pasta – ciasto). W technice pastelowej używa się następujących rodzajów farb:
- pastele miękkie — zwane też suchymi, o przekroju okrągłym lub kwadratowym; pierwotny, najbardziej rozpowszechniony typ pasteli. Mają bardzo miękką konstrukcję, jest ona spowodowana użyciem bardzo słabego roztworu gumy jako spoiwa.
- pastele twarde — większa zawartość gumy powoduje jego dużą twardość. Pastele takie można ostrzyć. Świetnie nadają się do szkiców i rysowania szczegółów.
- sztyfty (ołówki) pastelowe — pastele nieco twardsze od miękkich pasteli i oprawione w drewno. Do rysowania i opracowywania szczegółów.
- pastele olejne — spoiwem są tu oleje. Nadają one pastelom przezroczystość, jednocześnie mocno przyczepiając pigment do podłoża. Pastel olejny dostępny jest w mniejszej gamie kolorów w porównaniu z pastelem miękkim.
- pastele wodne — w użyciu od niedawna. Używa się ich jak pasteli olejnych. Po skończeniu pracy, przy użyciu pędzla i wody, kreski zmienia się na lawowane kolorem.
- pastele kredowe — ze względu na swoje świetliste kolory i wygodny uchwyt jest to bardzo popularny typ pasteli. Czystość pigmentu zachowano dzięki użyciu małej ilości roztworu gumy do związania kolorowej kredy w blok.
- kredki woskowe — są odporne na wodę. Można ich używać wraz z farbami wodnymi, aby uzyskać interesującą fakturę rysunku.

## Historia techniki pastelowej w sztuce europejskiej

### Początki

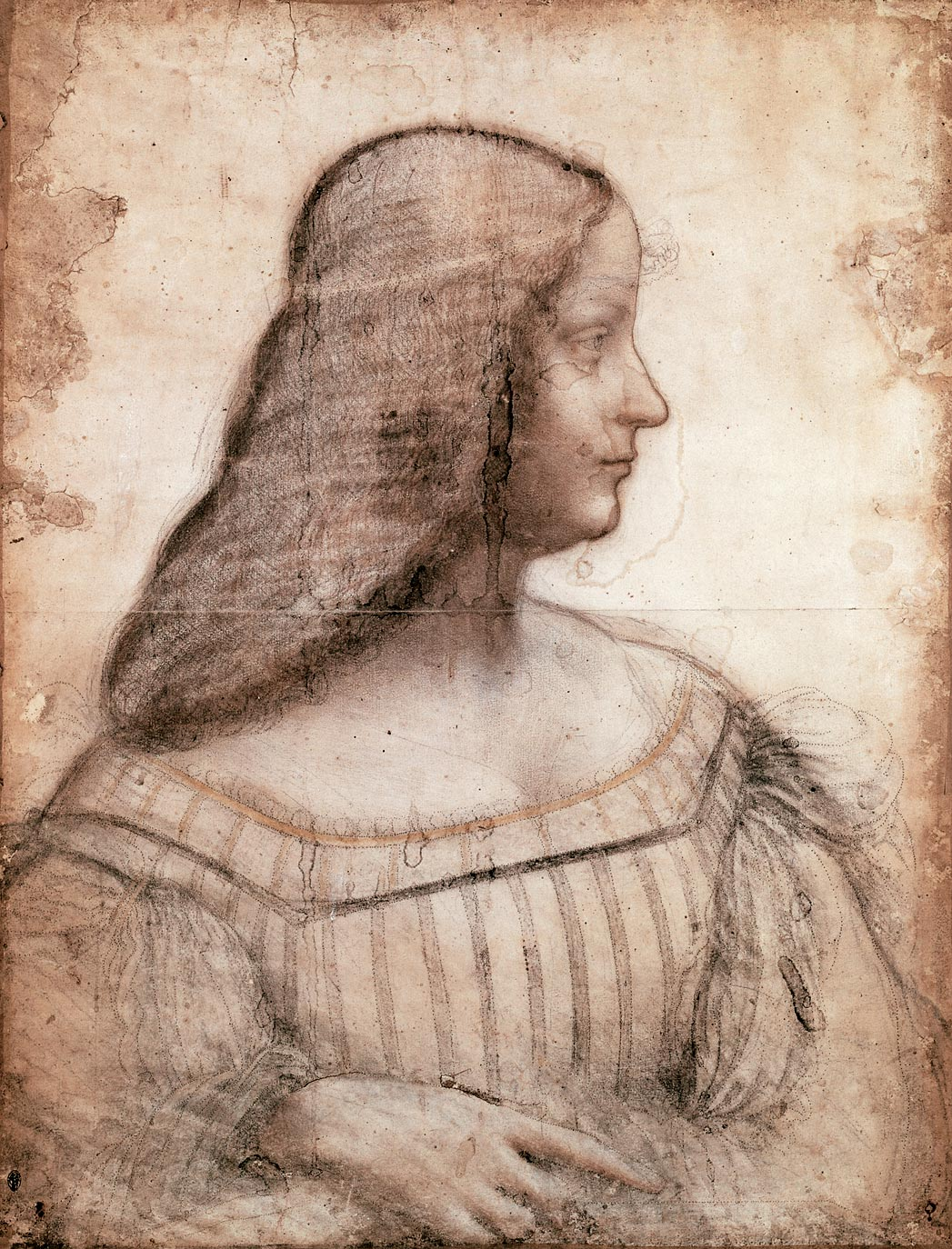
Leonardo da Vinci, Portret Isabelli d’Este, 1499/1500, Luwr

Pastele zaczęto stosować w czasach dojrzałego renesansu. Prawdopodobnie były znane i używane w szesnastowiecznych Włoszech, jednak bez specjalistycznych analiz laboratoryjnych trudno zidentyfikować każde ich użycie, do złudzenia przypominają bowiem stosowane wówczas białe, czerwone i czarne kredki. Jednym z pierwszych znanych przykładów zastosowania pastelu w rysunku jest Portret Isabelli d’Este (1499/1500) wykonany przez Leonarda da Vinci. Nie można jednak określić włoskiego artysty wynalazcą tej techniki; poznał ją w Mediolanie za sprawą przebywającego tam francuskiego rysownika i portrecisty kredkowego Jeana Perréala.

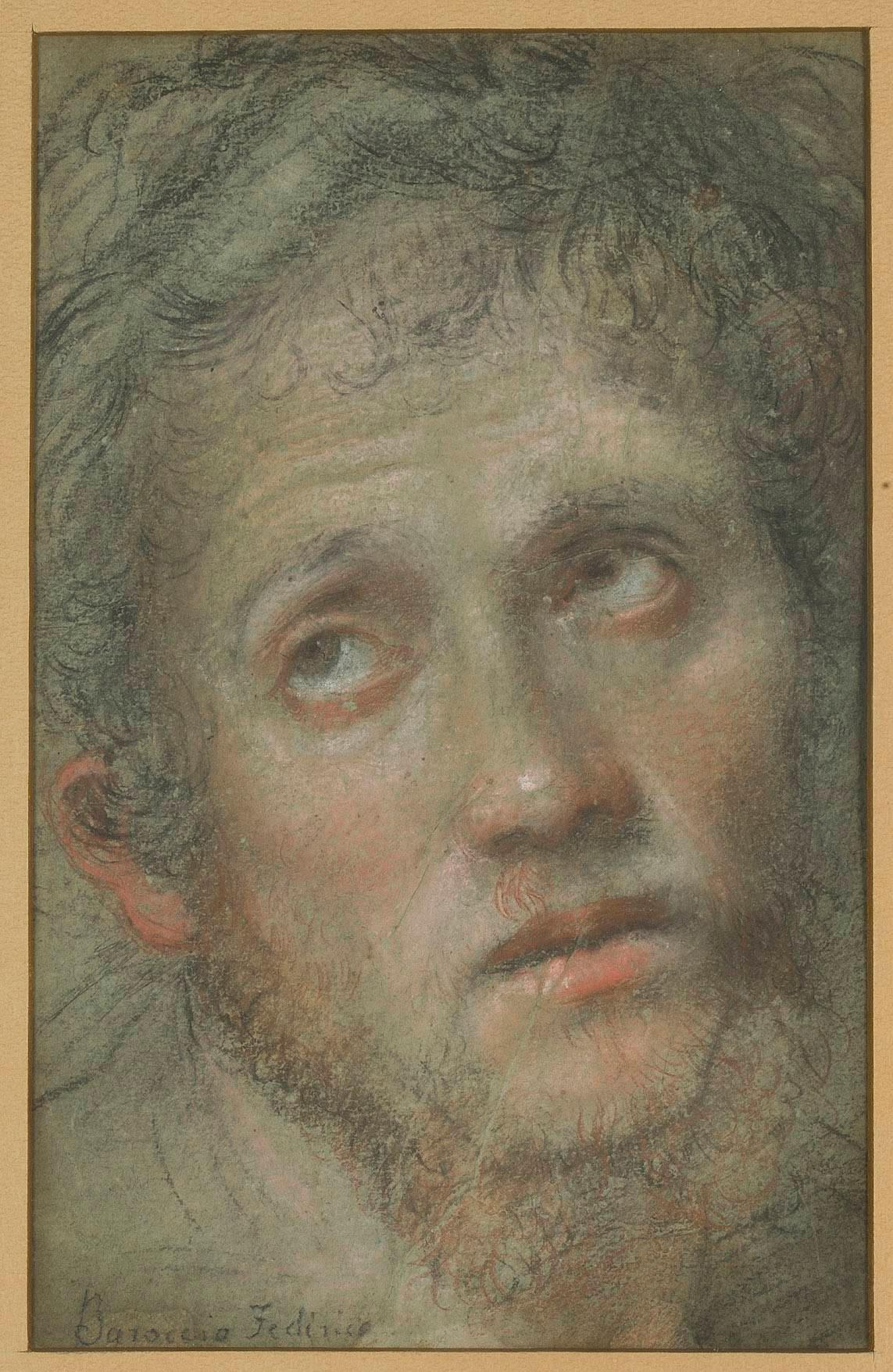
Federico Barocci, Głowa młodego mężczyzny, po 1550, Muzeum Narodowe w Warszawie

Pastele były stosowane przez wielu artystów przez cały wiek szesnasty. Początkowo służyły malarzom zwłaszcza jako środek do przygotowywania studiów i szkiców przygotowawczych (tak używał ich np. Federico Barocci). Z czasem zaczęto jednak docenić ich malarski walor, a zwłaszcza efekt sfumato, który można z łatwością za ich pomocą uzyskać. Mogły również służyć do wypełniania konturów plamami barwnymi i wzmacniania efektów kolorystycznych w kompozycjach rysunkowych, zwłaszcza studiach. Tak korzystali z nich np. Jacopo Bassano czy Hans Holbein młodszy. Duże znaczenie miała także szesnastowieczna grupa artystów francuskich kojarzonych z tzw. portretem kredkowym, do których zaliczali się m.in. François Quesnel, Jean Clouet czy François Clouet. Za skończone dzieła uznawali także kredkowe czy właśnie pastelowe rysunki, czyli prace wykonane technikami kojarzonymi wtedy bardziej z etapami przygotowawczymi w procesie powstawania dzieła sztuki.

### Popularyzacja (XVII wiek)

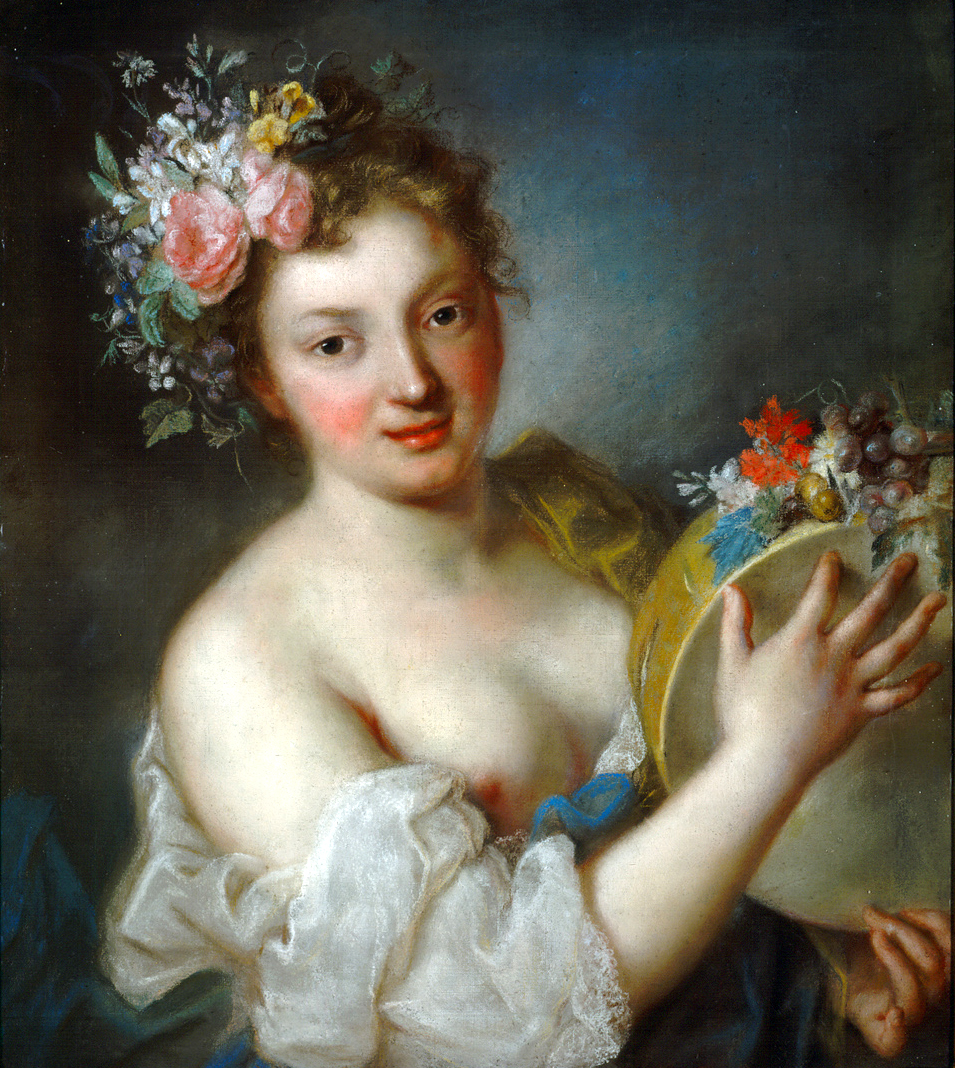
Rosalba Carriera, Alegoria muzyki, 1712, Bayerisches Nationalmuseum

Technika ta rozkwitła w XVII wieku i stała się powszechnie znana w Europie. Ponieważ rozwinięto umiejętności warsztatowe w pracy z pastelami, można było obserwować, jak w tym czasie pastel z techniki pomocniczej staje się techniką niezależną – maluje się nim obrazy. Podczas gdy we Włoszech wciąż jeszcze dominowało rysunkowe podejście do pasteli, artyści francuscy, a za nimi angielscy i niderlandzcy, zaczęli wyzyskiwać malarski walor techniki pastelowej. Zasadniczy zwrot ku malarskiemu wykorzystaniu pasteli można zaobserwować zwłaszcza w twórczości portrecisty Josepha Viviena, później także Włocha Domenica Tempestego. Niektórzy artyści zaczęli wówczas eksperymentować z tą techniką, podejmując próby łączenia jej technikami graficznymi, zwłaszcza mezzotintą, która również pozwala osiągnąć efekty malarskie.

### Apogeum popularności (XVIII wiek)

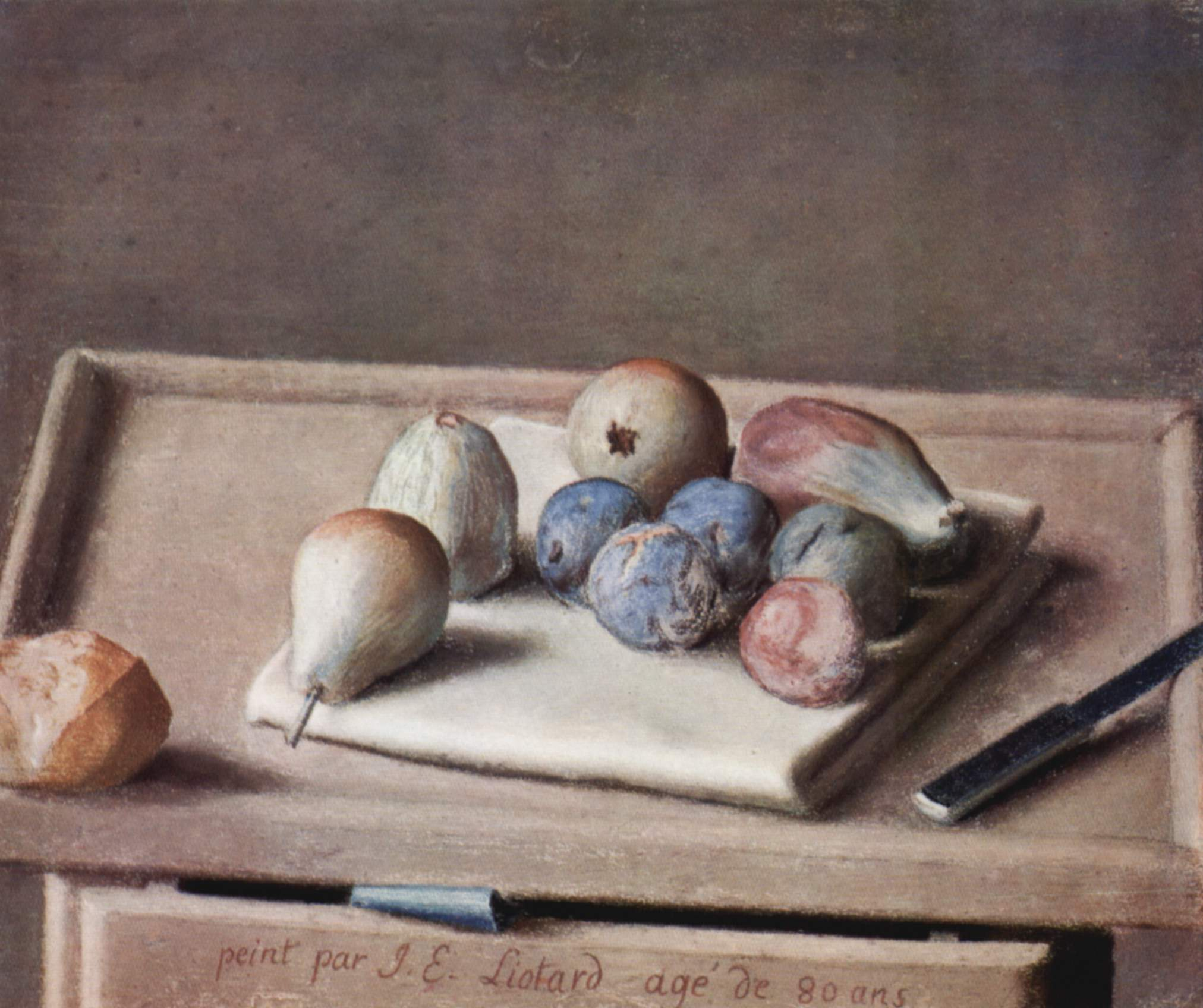
Jean-Étienne Liotard, martwa natura, 1782, Musée d'Art et d'Histoire w Genewie

Maurice Quentin de La Tour, Portret Madame de Pompadour, 1752, Luwr

W XVIII wieku pastele osiągnęły szczyt swojej popularności i były chętnie zamawiane przez mecenasów sztuki (z początku w kręgach dworskich, a później także w mieszczańskich). Technika ta ciągle służyła wówczas szczególnie do uprawiania malarstwa portretowego (choć czasem również do kompozycji pejzażowych, wedutowych czy rodzajowych). Przyczyniły się do tego prawdopodobnie niższe niż w wypadku techniki olejnej koszty i szybsze tempo wykonania portretu, które mniej obciążało (najczęściej arystokratycznego) modela podczas pozowania. Walory kolorystyczne pasteli pozwalały zaś udatnie imitować obrazy wykonane farbami olejnymi.
Do najwybitniejszych osiemnastowiecznych pastelistów zalicza się w pierwszym rzędzie pochodzącą z Wenecji sławną w całej ówczesnej Europie Rosalbę Carrierę (Portret młodej dziewczyny, 1727), która w 1721 roku została przyjęta do Królewskiej Akademii Malarstwa i Rzeźby w Paryżu. Porównywalną popularnością, szczególnie wśród najwyżej postawionych zleceniodawców, cieszył się Francuz Maurice Quentin de La Tour (Portret Madame de Pompadour, 1752). Do najwybitniejszych osiemnastowiecznych pastelistów zalicza się również Jeana-Étienne'a Liotarda oraz Antona Mengsa, jak również najgłośniejszych artystów epoki, którzy stosowali pastel tylko okazjonalnie, m.in. François Bouchera czy Jeana-Baptiste'a Greuze'a. Jeana-Baptiste Chardin podobno zaczął od ok. 1770 roku malować wyłącznie pastelami, ponieważ stopniowo tracił wzrok; przypuszcza się, że szkodziła mu stosowana w farbach olejnych biel ołowiowa. W malarstwie rodzajowym pastele konsekwentnie stosował niderlandzki artysta Cornelis Troost.

### Pastel w sztuce XIX wieku i późniejszej

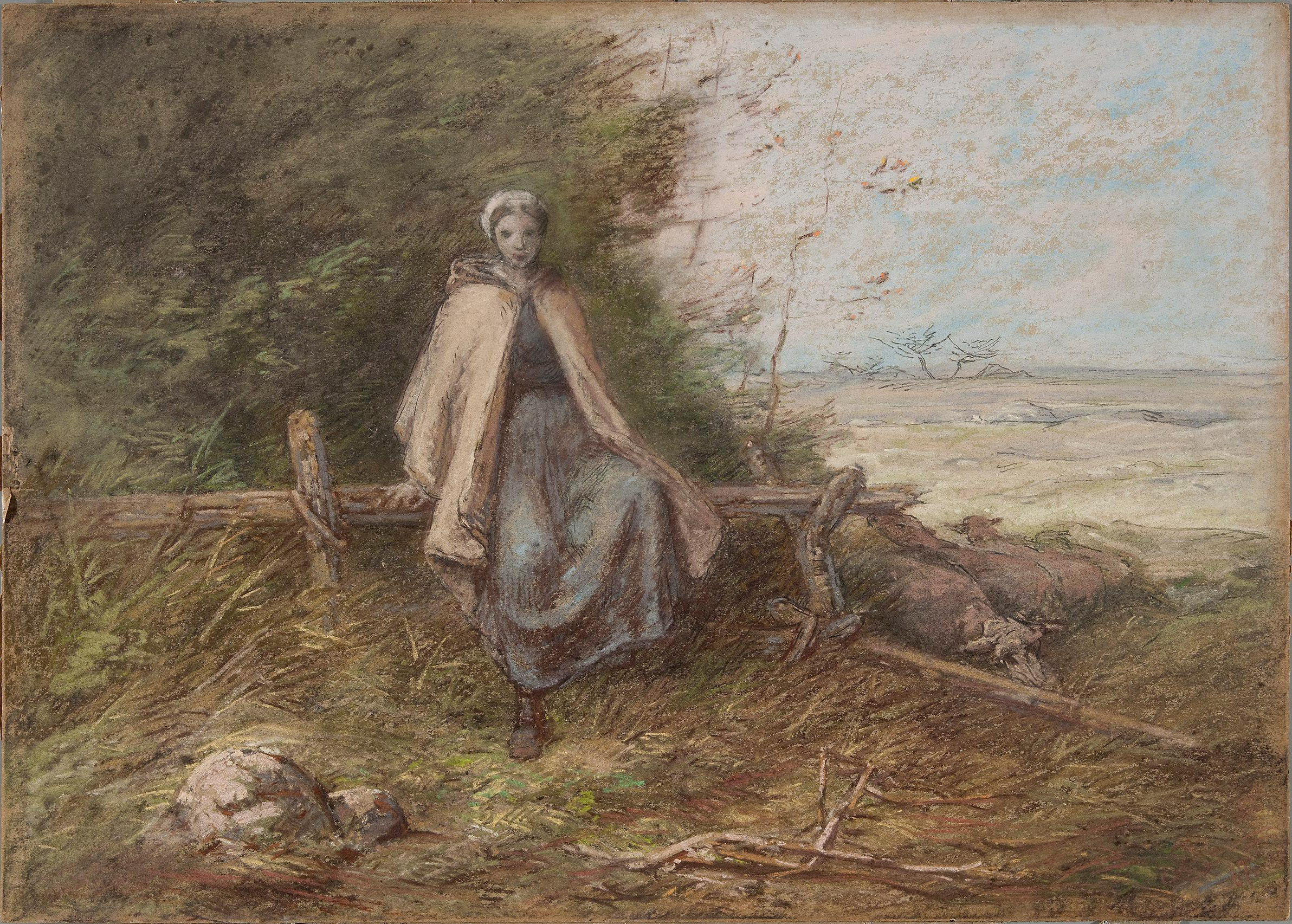
Jean-François Millet, Pastuszka, po 1860, Muzeum Narodowe w Warszawie

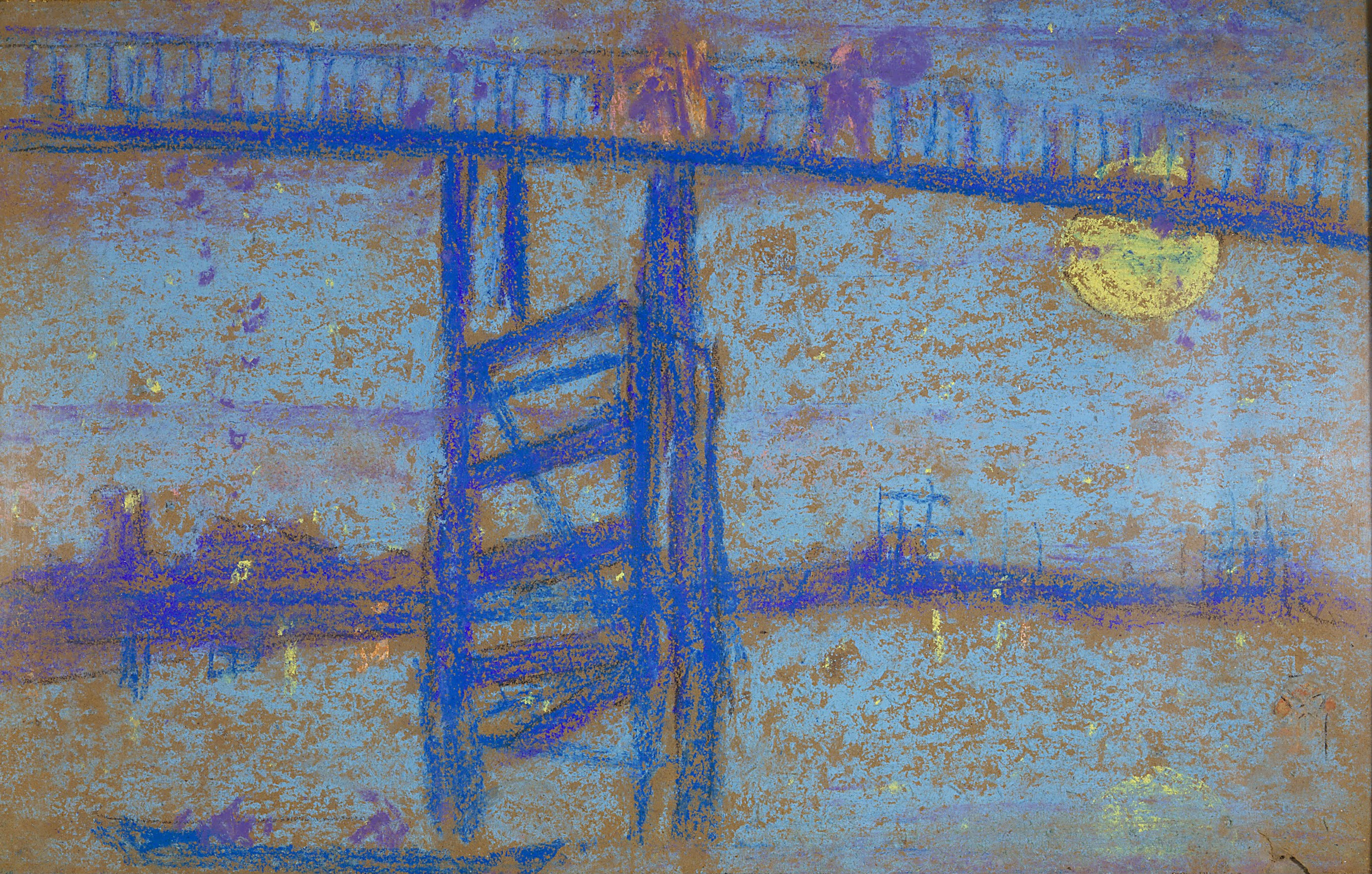
Jeden z nokturnów Jamesa Whistlera, 1872–1873, Freer Gallery of Art

Choć wraz z początkiem XIX wieku pastele stopniowo zaczęły wychodzić z mody wśród zleceniodawców z najwyższych sfer, to przez ich osiemnastowieczną niezwykłą popularność na trwałe pozostały pośród używanych przez artystów mediów. Wzrosły także możliwości techniczne wyrobu pasteli, co korzystnie wpływało na ich atrakcyjność: działająca w Paryżu wytwórnia pasteli założona w 1720 roku przez Henriego Roché oferowała w XVIII wieku ok. 70 odcieni pasteli, do 1887 – 500, a w latach 1906–1948 – już 1650.
Pastel nabrał nowego znaczenia wraz z ukształtowaniem się szkoły z Barbizon (tu po pastele sięgał chętnie zwłaszcza Jean-François Millet), a później ugruntowaniem postaw impresjonistów. Grupy te zaczęły rozwijać ideę malarstwa powstającego w plenerze, do którego idealnie nadawały się wygodne w użyciu i przenoszeniu pastele. Z tej drugiej grupy warte uwagi są prace choćby Édouarda Maneta czy Jamesa McNeilla Whistlera. Także z kręgiem impresjonistów związani byli dwaj artyści najsilniej eksploatujący technikę pastelową, czyli Giuseppe De Nittis (Wyścigi w Auteuil, 1881) i Edgar Degas, którzy wykorzystywali fakturę pasteli i miękkość ich kresek do poszukiwań w przedstawianiu pejzaży i ekspresyjnych scen ukazujących ruch. Z pasteli korzystała w swoich dziełach również uczennica Degasa, działająca we Francji Amerykanka Mary Cassatt.

## Pastel w Polsce

### Do końca XVIII wieku

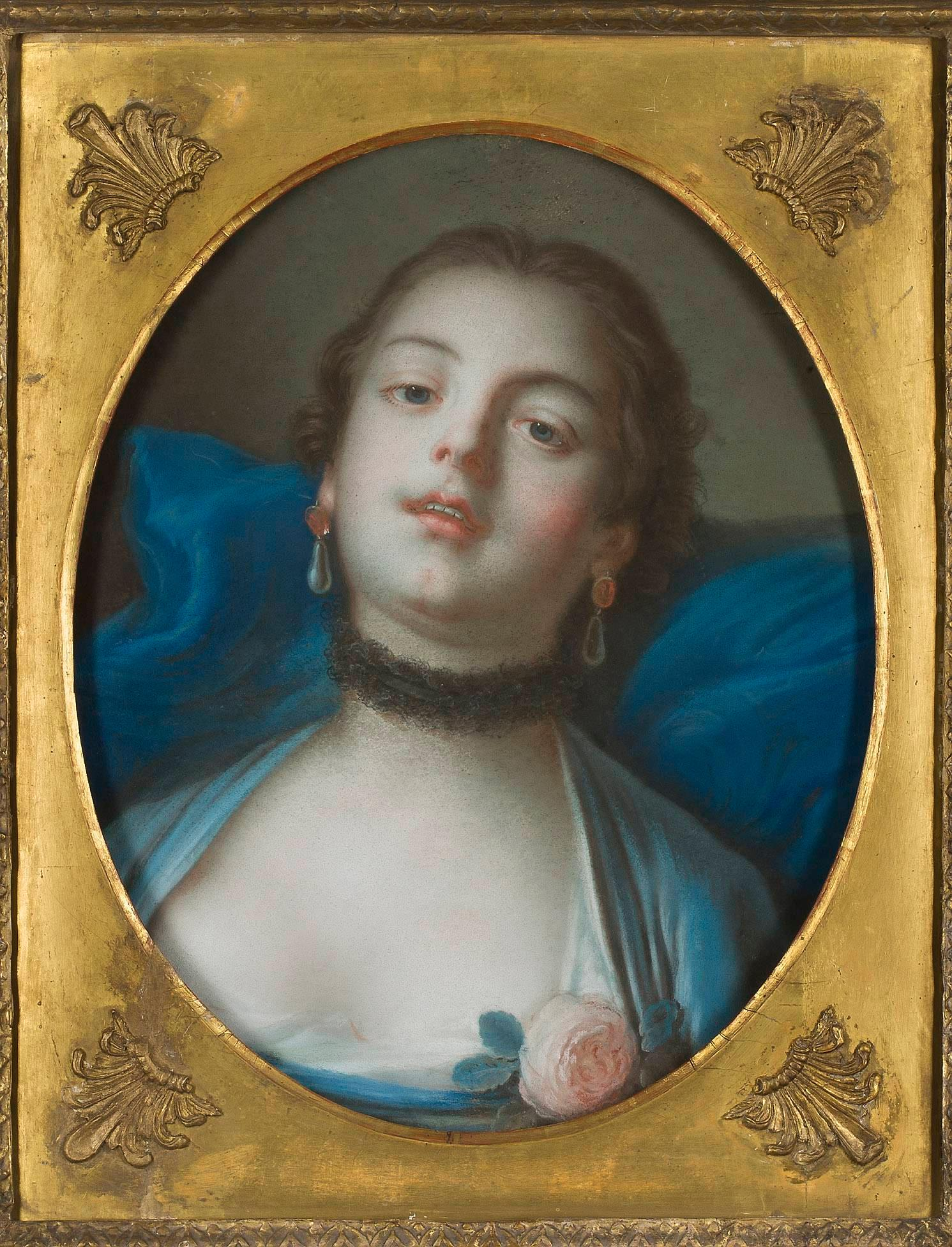
Louis-François Marteau, Alegoria Rozkoszy, 1766–67

Polska arystokracja stosunkowo szybko zaczęła naśladować europejskie mody artystyczne. Jednym z pierwszych pasteli w Polsce był wykonany przez Jerzego Eleutera-Siemiginowskiego portret króla Jana III Sobieskiego. Amatorem pasteli był również król Stanisław Leszczyński, który pobierał lekcje rysunku w tej technice od Gustafa Lundberga. Pastelem interesował się również kompozytor, pisarz i polityk Michał Kazimierz Ogiński. Jeszcze zanim został królem Stanisław Poniatowski został sportretowany przez powracającego przez Warszawę z Petersburga Maurice'a-Quentina de La Tour. Najprawdopodobniej pastelowe kopie obrazów męża i miniatury wykonywała również Fryderyka Bacciarelli.
Do najwybitniejszych europejskich pastelistów działających w Polsce należał Louis-François Marteau, który sprowadzony został w 1752 roku przez Jana Klemensa Branickiego. Marteau pozostał w kraju do końca życia, spolonizował się i związał później z kręgiem mecenatu króla Stanisława Augusta. Dużą popularność zyskali sobie także w Polsce pochodzący z Berlina pastelista Paul Joseph Bardou oraz sporadycznie stosujący pastele związany z kręgiem wiedeńskim Włoch Józef Grassi. Z kolei przede wszystkim w Paryżu tworzyli stypendyści królewscy Anna Rajecka i Aleksander Kucharski.

### Od wieku XIX do początków XX

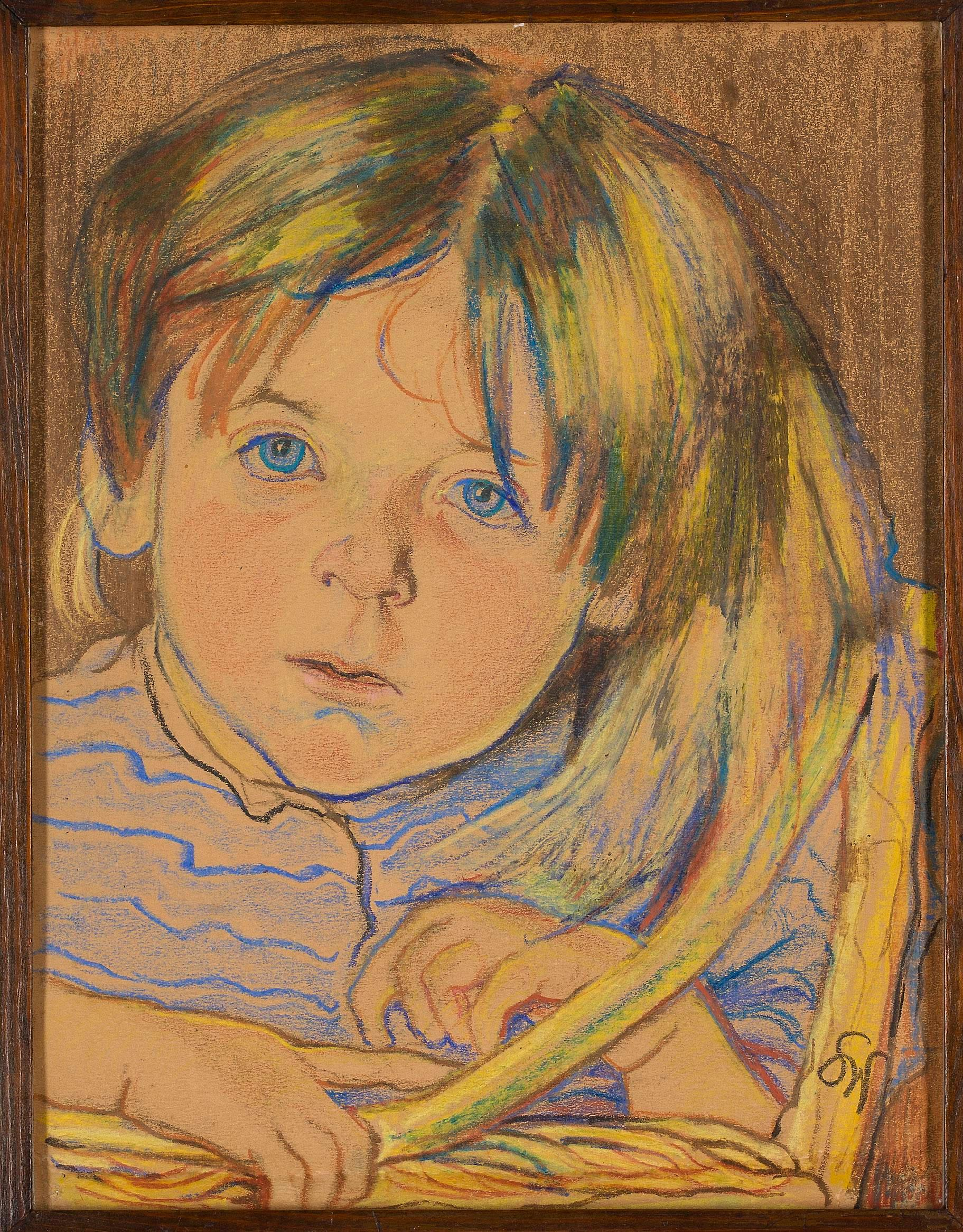
Stanisław Wyspiański, Portret dziecka, ok. 1901, MNW

W pierwszej połowie XIX wieku, kiedy technika ta nieco straciła na prestiżu, po pastele sięgali liczni artyści minorum gentium, zwłaszcza portreciści. Liczną grupę stanowili uczniowie Jana Rustema (który sam rzadko wybierał pastele): Andrzej Józef Hintz, Edward Jan Römer, Jan Hesse. Do wziętych portrecistów i wpływowych nauczycieli malarstwa okresu należał także Józef Franciszek Pitschmann, wykładowca w Liceum Krzemienieckim. Okazjonalnie po pastele sięgał również znany romantyczny malarz Aleksander Orłowski, który zainteresował się tą techniką podczas swojego pobytu w Rosji.

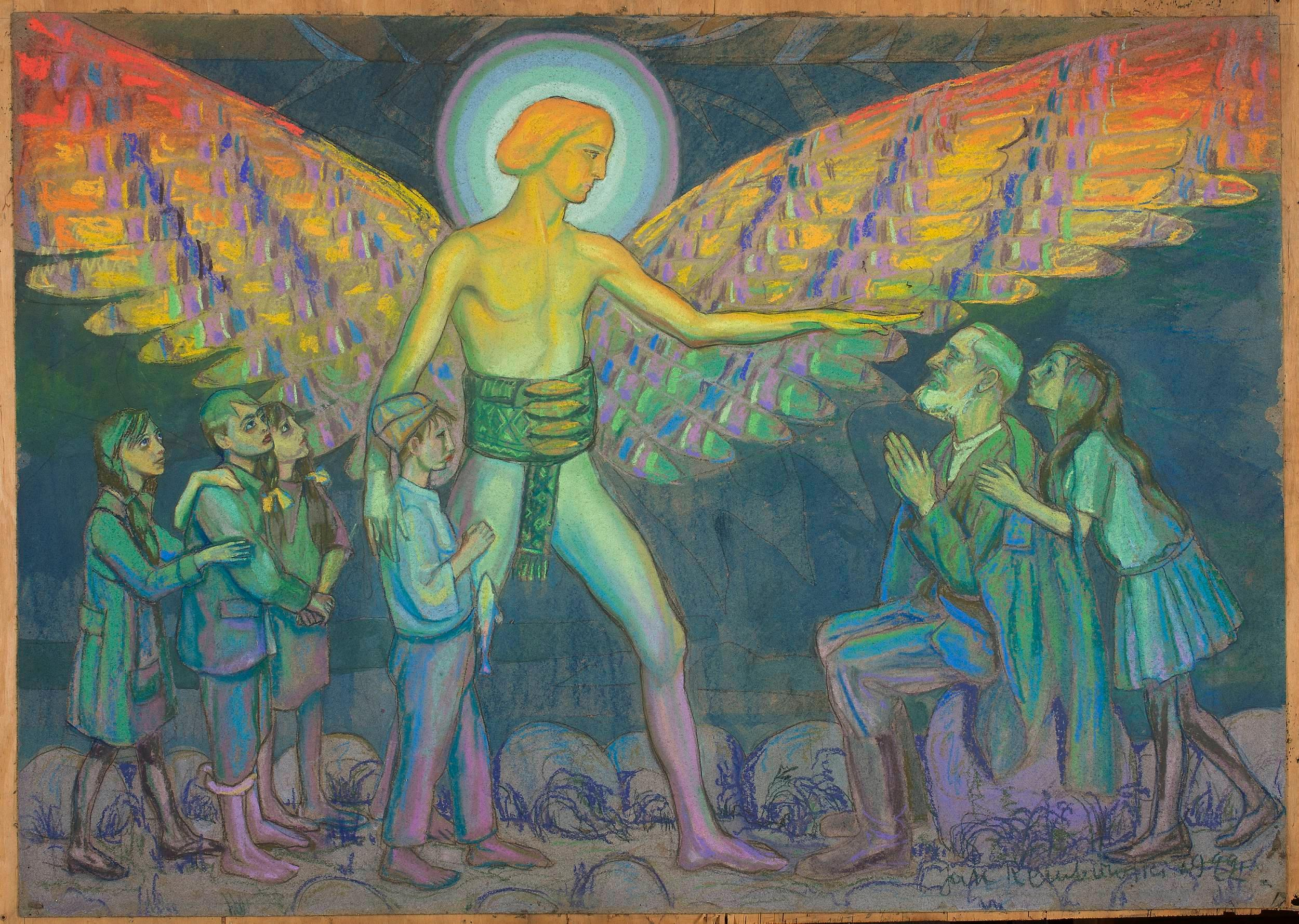
Jan Rembowski, Powrót Tobiasza, 1919, MNW

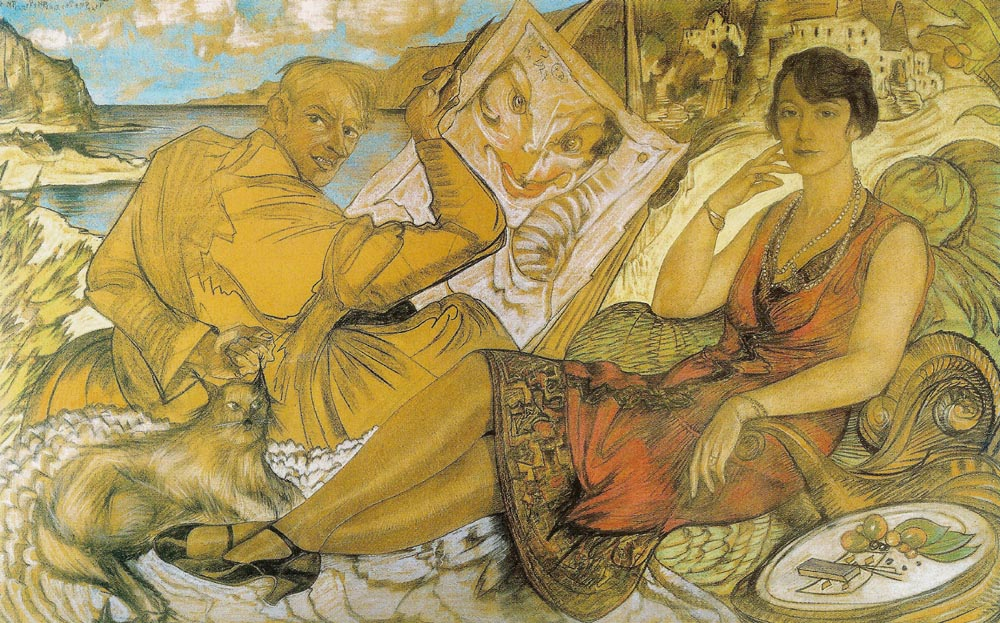
Stanisław Ignacy Witkiewicz, Fałsz kobiety, 1927, Muzeum Narodowe w Warszawie

W drugiej połowie XIX wieku malarstwo pastelowe znowu zyskało na znaczeniu. Od lat sześćdziesiątych dużą popularność zyskiwała portrecistka Emilia Dukszyńska-Dukszta, uczennica Aleksandra Lessera, aktywna do końca wieku. Z techniką pastelową związane były również inne portrecistki: Maria Nostitz-Wasilkowska, Antonina Dunin-Sulgostowska i Alina Bondy-Glassowa.
Dużą popularnością cieszyły się pastele wśród malarzy związanych z nurtami modernizmu i symbolizmu. Do najwybitniejszych należał dramaturg i malarz Stanisław Wyspiański, który pastelami wykonywał m.in. portrety, akty i studia wnętrz. Po pastel sięgali także Leon Kaufmann, Jan Rembowski i portrecista Kazimierz Mordasewicz. Dużą popularnością cieszyły się również ekspresyjne pejzaże nawiązujące do narodowych romantycznych dzieł literackich Witolda Pruszkowskiego.
Poczesne miejsce wśród polskich pastelistów końca przełomu XIX i XX wieku zajmował zwłaszcza Leon Wyczółkowski, który zaczynał – jak większość w tej technice – od portretów (m.in. Jana Kasprowicza czy Józefa Chełmońskiego). Późniejsze nowatorskie poszukiwania malarza w technice pastelowej poświadcza np. cykl obrazów zatytułowany Skarbiec wawelski, który dokumentuje artefakty związane z dziejami Polski zgromadzone w katedrze wawelskiej.

### Od lat 20. XX wieku
W okresie międzywojennym najpopularniejszym malarzem posługującym się pastelem, zwłaszcza malarstwie portretowym, jak również w kompozycjach zbliżonych do abstrakcyjnych, był Stanisław Ignacy Witkiewicz.

## Ocena pastelu w akademickiej hierarchii tematów

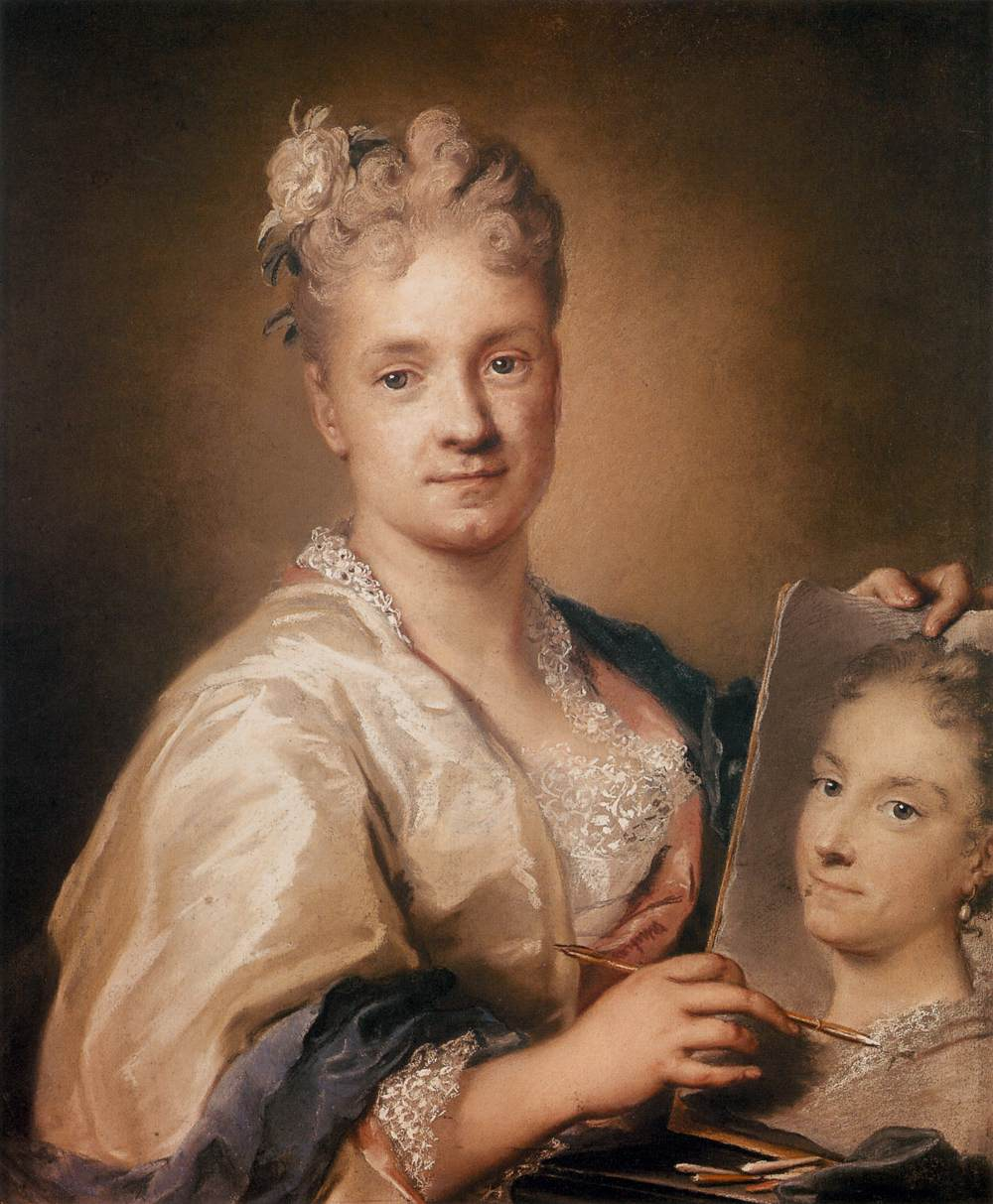
Rosalba Carriera, autoportret, 1709, Galeria Uffizi

Ocena pastelu w akademickiej hierarchii tematów uległa z czasem zmianie. Początkowo pastel, podobnie jak kredki itp., traktowany był jako technika pomocnicza przy wykonywaniu wstępnych szkiców czy modeli poprzedzających wykonanie właściwego dzieła. Z czasem zyskał autonomię, zwłaszcza po odkryciu możliwych za jego pomocą malarskich efektów. Był jednak traktowany głównie jako sztuka salonowa, niedorównująca swoją doniosłością najwyżej cenionemu malarstwu olejnemu.
W gronie członków Królewskiej Akademii Malarstwa i Rzeźby w Paryżu zdarzali się czynni pasteliści: w 1663 przyjęto do grona akademików Nicolasa Dumonstiera, a w 1701 Josepha Viviena. Paradoksalnie to w okresie największej popularności tej techniki część środowiska akademickiego zwróciła się przeciwko pastelowi. Choć jeszcze Rosalba Carriera została przyjęta do francuskiej Królewskiej Akademii Malarstwa i Rzeźby, przedstawiając w 1721 roku pastelowy Portret króla (dzieło zaginęło), to ta sama instytucja ogłosiła w latach 1746 i 1749, że dzieła wykonane pastelami nie mogą stanowić podstawy do ubiegania się o członkostwo w Akademii. Z tego powodu niektórzy artyści podejmowali radykalne decyzje o zmianie specjalizacji, jak choćby Alexis Loir, który został rzeźbiarzem. Znacznie bardziej przychylna pastelistom była w XVIII wieku Académie de Saint-Luc (Paryż) – na wystawach jej członków dzieła pastelowe sięgały dwudziestu pięciu procent, a na Salonach nie przekroczyły siedmiu. W przekonaniu osiemnastowiecznych i dziewiętnastowiecznych akademików technika olejna pozwalała przede wszystkim na uzyskaniu kompozycji większego formatu oraz na podjęcie szerszego wachlarza tematów, zwłaszcza tych najistotniejszych dla malarstwa akademickiego jak obrazy historyczne. Pastel kojarzony był przede wszystkim z malarstwem portretowym, które w hierarchii tematów akademickich znajdowało się niżej.
Krytycy i artyści w swoich wypowiedziach teoretycznych sprzeciwiali się takiemu osądowi, ale stereotypowe myślenie o wyższości techniki olejnej zaczęło odchodzić w przeszłość dopiero wraz z zakwestionowaniem pozycji malarstwa akademickiego w drugiej połowie XIX wieku.